# 布蘭特報告

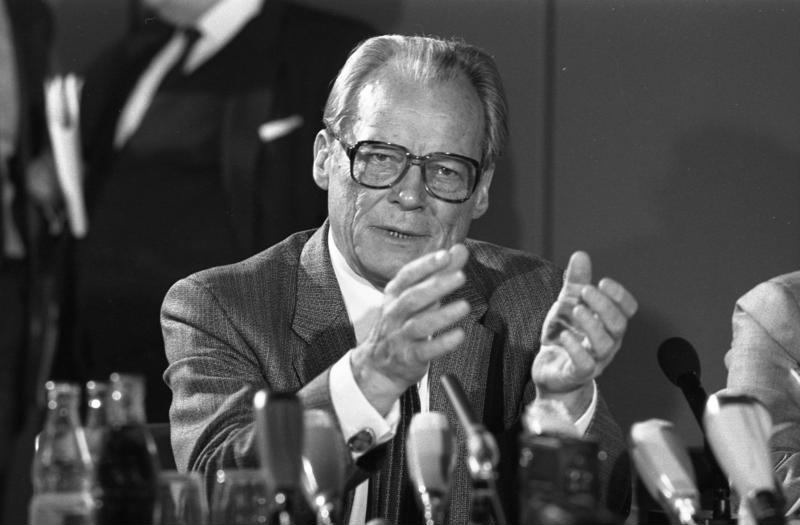
1982年，布蘭特报告的作者维利·勃兰特

勃蘭特报告是由维利·勃兰特最初担任主席的国际发展问题独立委员会于1980年3月撰写的报告。該委员会成立于1977年，旨在研究如何促進南方世界的發展中國家和北方世界的發達國家之間的對話和合作，由时任世界银行行长罗伯特·麦克纳马拉提名前德国总理维利·勃兰特为委员会主席。本报告的结果讓人們瞭解南方和北方世界经济发展的巨大差异。
布蘭特报告主要指出，南北生活水平存在巨大差距，因此呼籲儘快召開南北之間的政府首腦會議，以解決經濟發展差距的問題，更主張北方國家應主動轉移財富及資源予南方國家。北方国家由于成功的制成品贸易而擁有富裕及充足的資源，而分界線以南的国家则由于中间产品贸易而陷入贫困，因為中间产品的出口收入很低。勃兰特委员会设想了一种新型的全球安全。它的论点建立在多元化视角之上，将多种社会、经济和政治危险与传统的军事危险结合在一起。二十年后，即 2001 年，詹姆斯·奎利根 (James Quilligan) 对勃兰特报告进行了更新，他曾在 1980 年至 1987 年间担任勃兰特委员会的信息主管。他的最新报告被称为“布蘭特方程式”。

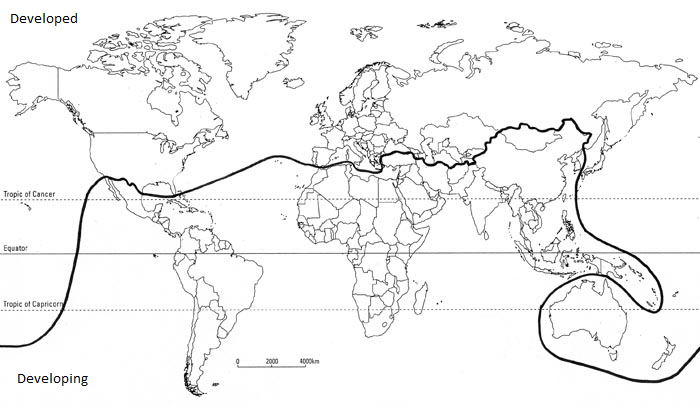
布蘭特线，将世界划分为富裕的北方和贫穷的南方。

布蘭特線是一种以「人均GDP」为基础，描绘了南北兩方的经济差距，由维利·勃兰特于1980年提出。它大致以北纬30°为界环绕全球，穿过北美洲和中美洲、非洲北部、中东和东亚大部分地区，但隨後向南逐渐彎曲，将日本、澳大利亚和新西兰纳入其中。